# Primatologija
Primatologija proučava primate, time predstavljajući prilično raznovrsnu disciplinu. Primatolozi se mogu naći i u biologiji, antropologiji, psihologiji, kao mnogim drugim znanostima. Primatologija je povezana s antropologijom, koja je primatologija roda homo.
Moderna primatologija je veoma raznovrsna znanost. Ona obuhvaća istraživanja koja se protežu od anatomskih proučavanja predaka primata i terenskih proučavanja primata u njihovoj prirodnoj životnoj sredini, do eksperimenata iz životinjske psihologije i jezika čovjekolikih majmuna. Primatologija je dosta osvijetlila osnovna ljudska ponašanja kao i prastaro podrijetlo tih ponašanja.